# ジェフリー・エプスタインの死
本項では、ジェフリー・エプスタインの死について解説する。
2019年8月10日、アメリカ合衆国の投資家、有罪判決を受けた性犯罪者で、性的人身売買の罪で告発されていたジェフリー・エプスタインは、収容されていたニューヨーク州ニューヨーク市マンハッタンにあるメトロポリタン矯正センターの独房で遺体で発見された。当初、ニューヨーク市検視当局はエプスタインの死を首吊りによる自殺と断定したが、エプスタインの弁護士はその結論に異議を唱え、独自の調査を行う意向を表明した。FBIとアメリカ合衆国司法省はエプスタインの死の状況について捜査を行っている。
エプスタインが自殺警戒監視リストから削除されたこと、基本的な刑務所の手続きに違反があったこと、またエプスタインが著名人の醜聞を知っていた可能性があったことから、彼の死は様々な憶測を生じさせた。

## 逮捕と投獄

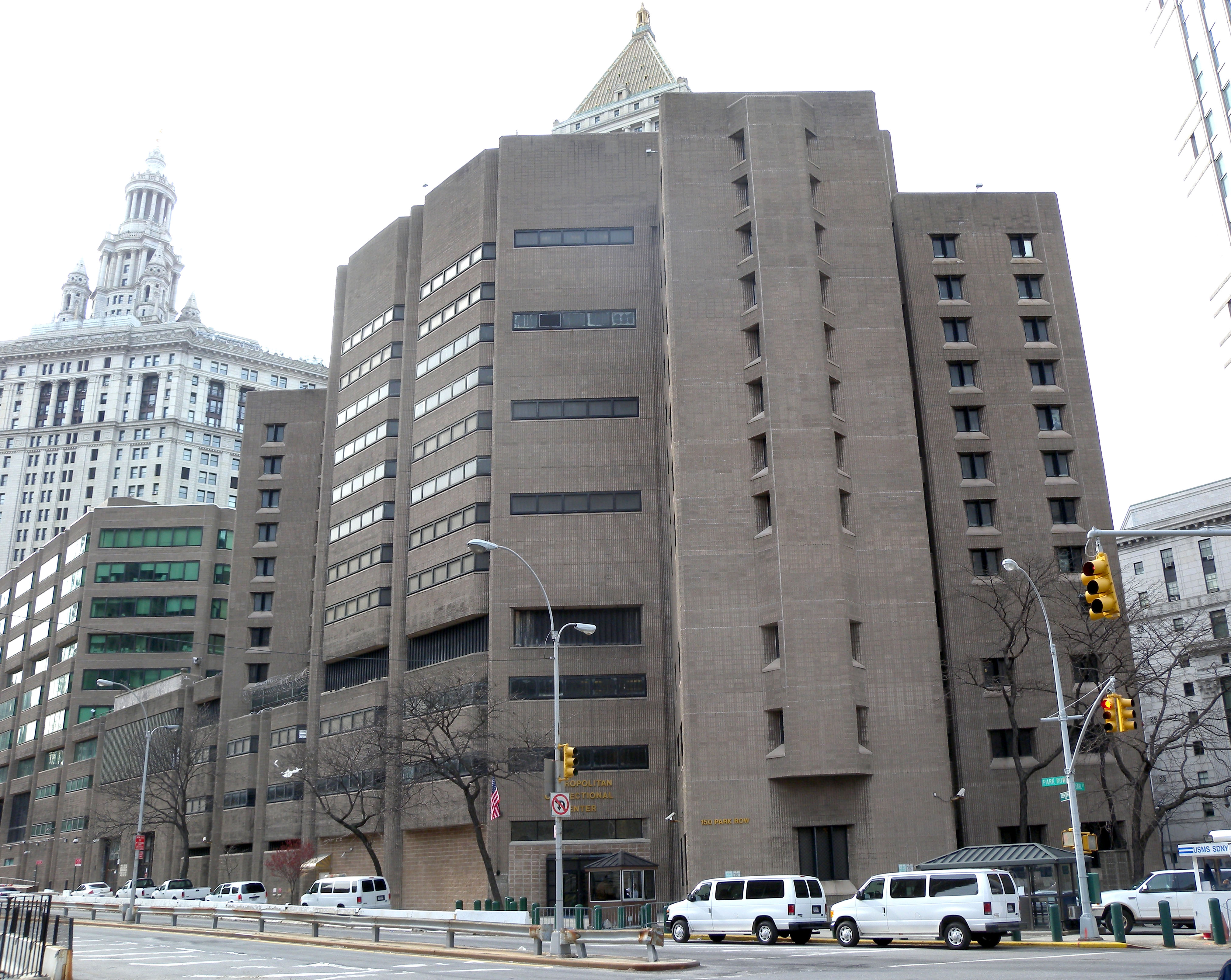
メトロポリタン矯正センター

2019年7月6日に、ニューヨークでジェフリー・エプスタインは性的人身売買などの容疑で逮捕された。彼は無罪を主張した。
7月23日にエプスタインは監房内で首を負傷し、意識不明になった状態で見つかった。エプスタインと同じ監房に入っていた者は、エプスタインに危害を加えていないと述べた。メトロポリタン矯正センターの内部調査でも、同房者はこの件においてエプスタインに危害を加えていないと判断された。この件を理由として、エプスタインは自殺警戒監視下に置かれた。エプスタインは照明と窓が備え付けられた部屋に移され、自殺のために利用される可能性のある道具が与えられない措置が取られた。その6日後、精神医学担当者の所見に基づき、エプスタインの自殺警戒監視措置が解除された。次にエプスタインが収容される監房は、同房者がおり、30分毎に看守が見回りに来ることになっていた。
8月8日、エプスタインは自身の財産を信託に移すという内容の遺言書に署名していた。

## 死

エプスタインの舌骨は折れていた。

2019年8月10日午前6時30分頃、エプスタインは一見自殺したかのように見える状況下で、監房内で心肺停止の状態で発見された。その後、病院に運ばれ、死亡が確認された。エプスタインの死の一報は、ABCニュースが初めて報道する38分前に4chanに投稿されていた。ファーストレスポンダーがこの投稿を行っていたとすれば、プライバシー法に違反する可能性があるが、投稿者は特定されておらず、分析が行われている。
エプスタインは何らかの理由で、いるはずだった同房者がいない監房で一人で収容されていた。また、規定に基づいた看守による30分毎の見回りも実施されていなかった。エプスタインの監房の前に置かれた2台のカメラはその夜故障していた。別のカメラの映像は「使用できない」状態だった。エプスタインの遺体の検視において、舌骨を含む複数の首の骨が折れていることが確認された。このことは、検視官の一部は自殺だとすればまれな事象であると述べている。
2019年8月16日、ニューヨーク市の検視官バーバラ・サンプソンは、エプスタインは首吊りの自殺によって死亡したと発表した。

## 反応
アメリカ合衆国大統領、ドナルド・トランプは、エプスタインの死にビル・クリントンとヒラリー・クリントンが関わっているという内容の陰謀説をリツイートした。クリントンのスポークスマンはそれを否定したが、クリントンがエプスタインの自家用ジェット機で若い女性とともに何度も別荘に訪れていた。ホワイトハウスのカウンセラーであるケリーアン・コンウェイはトランプのリツイートを擁護した。

## 暗殺疑惑と憶測
ラスムセンが2019年8月に行った世論調査では、エプスタインが本当に自殺したと考えているアメリカの成人は29％のみで、42％はエプスタインと親交のある著名人に関して彼が証言するのを防ぐために暗殺されたと考えており、29％は「分からない」と答えた。ビジネスインサイダーが2019年11月までに行った世論調査では、エプスタインが暗殺されたと考えている人の数が、自殺したと考えている人の数を3対1の割合で上回っていることが判明した。
フォスター・ザ・ピープルのメンバー、マーク・フォスターは、エプスタインは実は生存しており、政府（特にバー司法長官）が虚偽の死亡報告と別人の死体写真を発表していると主張した。フォスターは、エプスタインは整形手術を行うために中東に移動していると考え、ハッシュタグ「#EpsteinBodyDouble」を使用した。
フロリダ州選出の上院議員マルコ・ルビオは、ロシアのbotがエプスタインの陰謀説を広めており、アメリカを分裂させていると述べた。バージニア州選出の上院議員マーク・ウォーナーのスポークスマンは、陰謀説を広めることは「ロシアのために汚れた仕事をすること」であると主張した。
エプスタインの遺族や弁護団もまた、この自殺という判断に異を唱えている。ジェフリーの弟のマーク・エプスタインから、鑑定を依頼された法医学者マイケル・バーデンは、2019年10月30日、他殺されたことを示す証拠があると発表している。
ニューヨーク市長ビル・デブラシオとジョー・ローガンは、エプスタインの死因は自殺だったという通説に疑念を表明した。シリアの大統領バッシャール・アル＝アサドは、エプスタインはイギリスとアメリカの政府高官、またそれ以外の国の要職にある人々の重要な秘密を多く知っていたために、殺害されたと主張した。

## 大衆文化

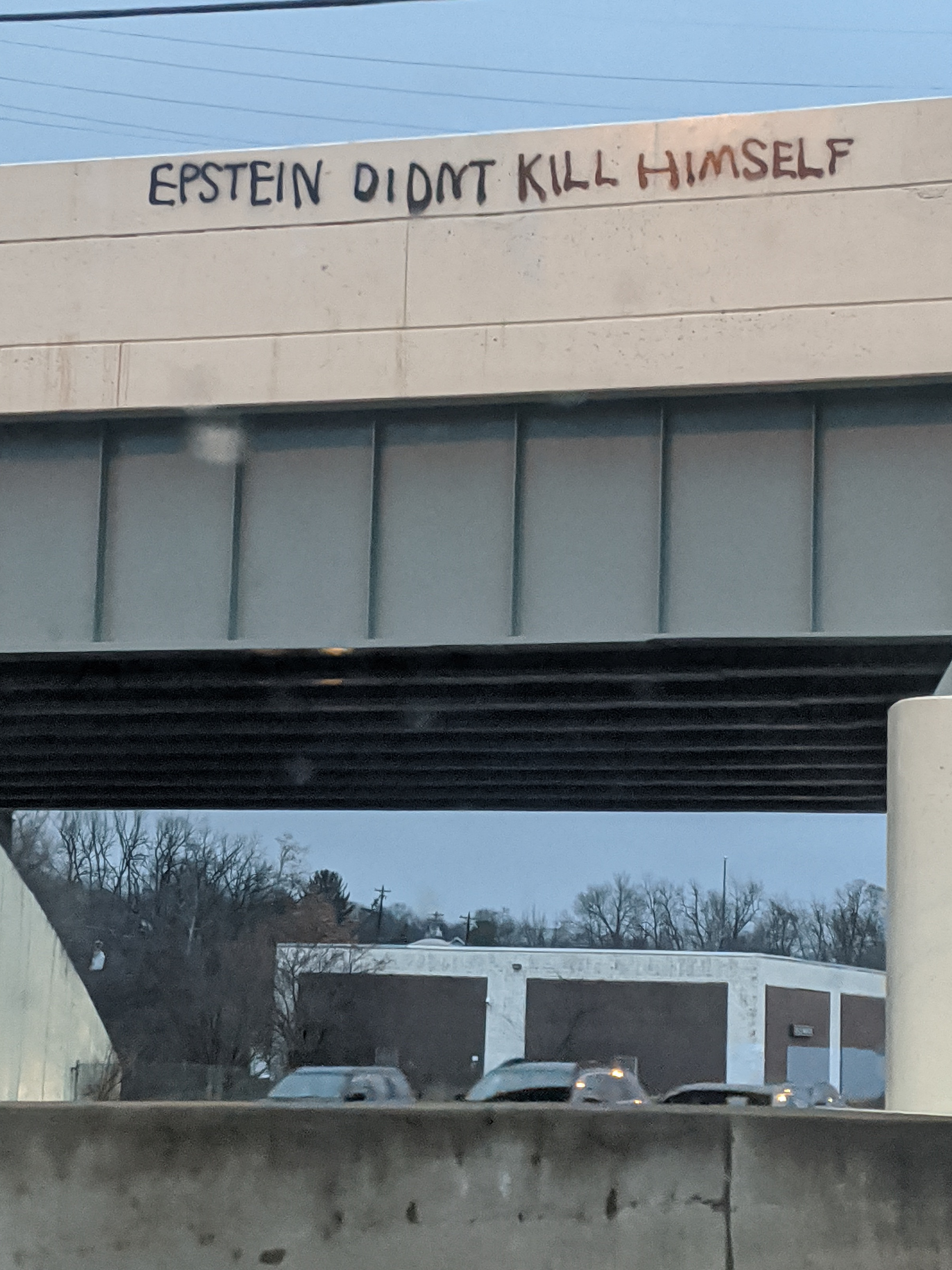
州間高架橋に記されたミーム。

2019年11月、「エプスタインは自分を殺さなかった」（Epstein didn't kill himself）がポピュラーなインターネット・ミームになった。このミームは、複数のテレビ番組でも放送された。アリゾナ州選出の下院議員ポール・ゴサールは、ドナルド・トランプの弾劾調査に関連して、折句的にこのフレーズを用いたツイートを投稿した。格闘家であり女優でもあるジーナ・カラーノは「ジェフリー・エプスタインは自殺したのではない」などのSNSへの投稿が問題とされ、「スター・ウォーズ」のスピンオフ「マンダロリアン」への出演を取り消された。
HBO、SonyTV、ライフタイムは、エプスタインの生涯と死に迫った番組を制作している。